# サブ・ポップ 200
『サブ・ポップ 200』（Sub Pop 200）とはシアトルのグランジシーンでは比較的初期に、LP盤3枚によるボックスとして発売されたサブ・ポップ所属アーティストらによるコンピレーションアルバムである。このアルバムに収録されている曲の多くは曲を提供したアーティストらのデビュー曲か、もしくは現在入手困難な曲である。
彼らの多くはこの当時の状況からは考えられない程、1990年代、もしくは1980年代後半にセールス、認知度共に伸ばしていくことになる。その好例としてはグランジの流行の決定打となる『ネヴァーマインド』で知られるニルヴァーナやサウンドガーデン、マッドハニーやパール・ジャムの前身となるグリーン・リヴァー等の名が挙げられる。これらの面から、グランジの歴史にとっては特別な価値を持つ作品である。ちなみにこのアルバムのジャケットは他のサブ・ポップのコンピレーションアルバムやイギー・ポップのアルバム、ブリック・バイ・ブリックのジャケットを制作したアメリカの漫画家、チャールズ・バーンズが制作した。

## 収録曲
1. セックス・ゴッド・ミシー "Sex God Missy" - タッド
2. イズ・イット・デイ・アイム・シーイング？"Is It Day I'm Seeing?" - "The Fluid"
3. スパンク・スルー "Spank Thru" - ニルヴァーナ
4. カム・アウト・トゥナイト "Come Out Tonight" - Steven J. Bernstein
5. ザ・ローズ "The Rose" (Cobain) - マッドハニー
ローズのカヴァー
6. ゴット・ノット・チェインズ "Got Not Chains" - The Walkabouts
7. デッド・イズ・デッド "Dead Is Dead" - Terry Lee Hale
8. サブ・ポップ・ロック・シティ "Sub Pop Rock City" - サウンドガーデン
9. ハンギング・ツリー "Hangin' Tree" (Cobain) – グリーン・リヴァー
10. スワロウ・マイ・プライド "Swallow My Pride" -Fastbacks
11. ザ・アウトバック "The Outback" - Blood Circus
12. ズー "Zoo" - Swallow
13. アンダーグラウンド "Underground" - Chemistry Set
14. ガナ・ファインド・ア・ケイブ "Gonna Find A Cave" - Girl Trouble
15. スプリト "Split" - The Nights And Days
16. ビッグ・シガー "Big Cigar" - Cat Butt
17. パジャマ・パーティー・イン・ア・ハウンテッド・ハイヴ "Pajama Party In A Hounted Hive" - Beat Happening
18. ラヴ・オア・コンフュージョン "Love Or Confusion" - Screeming Trees (ジミ・ヘンドリックスのカヴァー)
19. アンタイトルド "Untitled" - Steve Fisk
20. ユー・ロスト・イット "You Lost It" - The Thrown Up